# Erwin Bälz
Erwin Otto Eduard von Bälz (ur. 13 stycznia 1849 w Bietigheim-Bissingen, zm. 31 sierpnia 1913 w Stuttgarcie) – niemiecki lekarz, antropolog, osobisty lekarz japońskiej rodziny cesarskiej, profesor Cesarskiego Uniwersytetu Tokijskiego, jeden z twórców współczesnej medycyny japońskiej.

## Życiorys
Urodził się w 1849 w Bietigheim-Bissingen jako syn dostawcy handlowego. Uczęszczał do szkoły w Stuttgarcie i studiował medycynę na Uniwersytecie w Tybindze. Po ukończeniu studiów podjął pracę na Uniwersytecie w Lipsku, a w 1870 służył jako lekarz wojskowy podczas wojny francusko-pruskiej. Po zakończeniu służby wojskowej w 1875 powrócił na Uniwersytet w Lipsku, gdzie był asystentem Karla Wunderlicha. 
W Lipsku Bälz leczył japońskiego studenta przebywającego w Niemczech w ramach wymiany, co przyczyniło się do podpisania w 1876 dwuletniego rządowego kontraktu zapewniającego mu pracę na wydziale lekarskim Cesarskiego Uniwersytetu w Tokio. Kontrakt był wielokrotnie przedłużany, a Bälz spędził ostatecznie w Japonii 27 lat, najdłużej ze wszystkich O-yatoi gaikokujin (jap. お雇い外国人). W 1881 poślubił Japonkę Todę Hanako i miał z nią dwoje dzieci.
Jako profesor na Uniwersytecie Tokio, wykształcił około 800 studentów. Wśród jego uczniów byli m.in. Kinnosuke Miura i Hiroshi Kawahara. Początkowo nauczał fizjologii, potem zastąpił Albrechta Ludwiga Agathona Wernicha, przebywającego w Japonii od 1874, wykładając medycynę wewnętrzną i ginekologię.
Latem 1899 Bälz zwiedził Seul i Pusan, prowadząc badania etnologiczne. Od 22 kwietnia do 3 lipca 1903 roku ponownie wyjechał do Korei i razem z Richardem Wunschem przedsięwziął wyprawę do jej interioru. Publikował głównie w wydawanym w Jokohamie periodyku „Mitteilungen für Natur – und Völkerkunde Ostasiens”.
W 1902 Bälz został nadwornym lekarzem cesarza Mutsuhito. Podczas pobytu w Japonii leczył najbardziej wpływowych polityków, między innymi premierów Itō Hirobumi i Yamagatę Aritomo. Za sprawą Bälza gorące źródła w Kusatsu (200 km od Tokio) stały się jednym z najbardziej popularnych kurortów w Japonii. W 1905 roku powrócił do Niemiec; w 1911 został członkiem Leopoldiny, zmarł w 1913 na chorobę serca. W 2000 roku w Kusatsu otworzono muzeum poświęcone Bälzowi.

## Wybrane prace
- Über parasitäre Hämoptoë (Gregarinosos pulmonum). Centralblatt für die medicinischen Wissenschaften, 1880, 18: 721-722.
- Kakke (beriberi). Mitteilungen der deutschen Gesellschaft für Natur- und Völkerkunde Ostasiens, 1880–1884, 3: 301-319.
- Zusammenstellung japanischer Parasiten. Berliner klinische Wochenschrift, 1883.
- Das japanische Fluss- oder Überschwemmungs-fieber, eine acute Infectionskrankheit. [Virchows] Archiv für pathologische Anatomie und Physiologie, und für klinische Medizin, Berlin, 1879, 78: 373-420, 528-530.
- Über die körperlichen Eigenschaften der Japaner. Mitteilungen der deutschen Gesellschaft für Natur- und Völkerkunde Ostasiens 27.
- Erkrankungen der Schleimdrüsen des Mundes. Monatshefte für praktische Dermatologie, Hamburg, 1890, 11.